# Them Girls Be Like
Them Girls Be Like è un brano musicale del gruppo musicale statunitense Fifth Harmony, pubblicato il 24 agosto 2014 come primo singolo promozionale estratto dal primo album in studio Reflection.

## Tracce
Testi e musiche di James Abrahart, Victoria Monét, Tinashe Sibanda, Emily Warren e Brit Burton.
1. Them Girls Be Like – 2:42

## Formazione
Musicisti
- Fifth Harmony – voci

Produzione
- T-Collar – produzione, registrazione
- Victoria Monét – produzione vocale
- Daniel Zaidenstadt – registrazione
- Benjamin Rice – registrazione
- Bradford H Smith – assistenza alla registrazione
- Jean-Marie Horvat – missaggio